# Liste der Ständigen Vertreter der Vereinigten Staaten bei der Afrikanischen Union

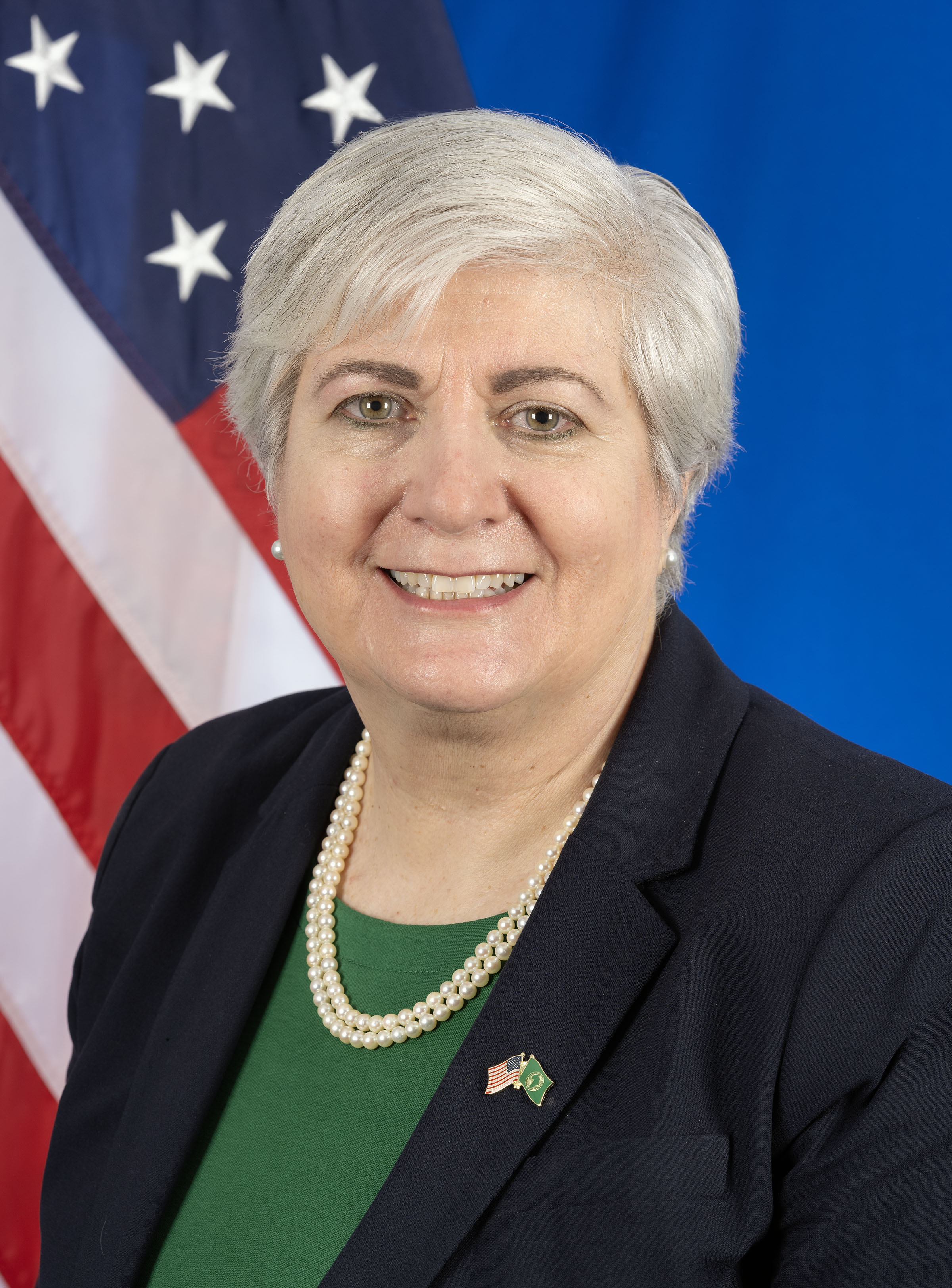
Repräsentantin der Vereinigten Staaten bei der Afrikanischen Union, Stephanie S. Sullivan

Der Ständige Vertreter der Vereinigten Staaten bei der Afrikanischen Union ist der Representative (zu deutsch: Repräsentant) der Vereinigten Staaten von Amerika bei der Afrikanischen Union.

## Botschafter
| Amtszeit  | Name                       | Bemerkungen |
| --------- | -------------------------- | ----------- |
| 2006–2008 | Cindy Lou Courville        |             |
| 2008–2009 | John A. Simon              |             |
| 2009–2013 | Michael Anthony Battle Sr. |             |
| 2013–2015 | Reuben Earl Brigety II     |             |
| 2016–2019 | Mary Beth Leonard          |             |
| 2019–2023 | Jessica Lapenn             |             |
| 2024–     | Stephanie S. Sullivan      |             |